# جيم ريد (لاعب كرة قدم)
جيم ريد (بالإنجليزية: Jim Reed)‏ هو لاعب كرة قدم ومدرب كرة قدم أمريكي، ولد في 1903 في بوتسفيل في الولايات المتحدة، وتوفي في 1 أبريل 1994 في الولايات المتحدة.